# امیرآباد گنجی
امیرآباد گنجی، روستایی در دهستان قمرود از توابع بخش مرکزی شهرستان قم در استان قم ایران است.
بر اساس سرشماری عمومی نفوس و مسکن (۱۳۹۵)، جمعیت آن زیر سه خانوار بوده‌ است.